# Mesud Mohammed
Mesud Mohammed (Addis Abeba, 12 febbraio 1990) è un calciatore etiope, centrocampista del Adama City e della nazionale etiope.

## Carriera

### Club
Ha giocato con vari club nella prima divisione etiope, che ha anche vinto nella stagione 2010-2011 con la maglia dell'Ethiopian Coffee.

### Nazionale
Debutta con la nazionale etiope l'8 giugno 2008 in occasione dell'incontro di qualificazione per il mondiale 2010 perso 2-1 contro il Ruanda.
Il 23 dicembre 2021 viene incluso nella lista finale per la Coppa delle nazioni africane 2021.

## Statistiche
Statistiche aggiornate all'8 gennaio 2022.

### Cronologia presenze e reti in nazionale
| Cronologia completa delle presenze e delle reti in nazionale ― Etiopia | Cronologia completa delle presenze e delle reti in nazionale ― Etiopia | Cronologia completa delle presenze e delle reti in nazionale ― Etiopia | Cronologia completa delle presenze e delle reti in nazionale ― Etiopia | Cronologia completa delle presenze e delle reti in nazionale ― Etiopia | Cronologia completa delle presenze e delle reti in nazionale ― Etiopia | Cronologia completa delle presenze e delle reti in nazionale ― Etiopia | Cronologia completa delle presenze e delle reti in nazionale ― Etiopia |
| Data                                                                   | Città                                                                  | In casa                                                                | Risultato                                                              | Ospiti                                                                 | Competizione                                                           | Reti                                                                   | Note                                                                   |
| ---------------------------------------------------------------------- | ---------------------------------------------------------------------- | ---------------------------------------------------------------------- | ---------------------------------------------------------------------- | ---------------------------------------------------------------------- | ---------------------------------------------------------------------- | ---------------------------------------------------------------------- | ---------------------------------------------------------------------- |
| 8-6-2008                                                               | Addis Abeba                                                            | Etiopia                                                                | 1 – 2                                                                  | Ruanda                                                                 | Qual. Mondiali 2010                                                    | -                                                                      | 83’                                                                    |
| 13-6-2008                                                              | Nouakchott                                                             | Mauritania                                                             | 0 – 1                                                                  | Etiopia                                                                | Qual. Mondiali 2010                                                    | -                                                                      |                                                                        |
| 22-6-2008                                                              | Addis Abeba                                                            | Etiopia                                                                | 6 – 1                                                                  | Mauritania                                                             | Qual. Mondiali 2010                                                    | 1                                                                      | 83’                                                                    |
| 12-11-2011                                                             | Gibuti                                                                 | Somalia                                                                | 0 – 0                                                                  | Etiopia                                                                | Qual. Mondiali 2014                                                    | -                                                                      |                                                                        |
| 16-11-2011                                                             | Addis Abeba                                                            | Etiopia                                                                | 5 – 0                                                                  | Somalia                                                                | Qual. Mondiali 2014                                                    | -                                                                      | 46’ 82’                                                                |
| 10-6-2012                                                              | Addis Abeba                                                            | Etiopia                                                                | 2 – 0                                                                  | Rep. Centrafricana                                                     | Qual. Mondiali 2014                                                    | -                                                                      | 63’                                                                    |
| 24-11-2012                                                             | Kampala                                                                | Etiopia                                                                | 1 – 0                                                                  | Sudan del Sud                                                          | Coppa CECAFA 2012 - 1º turno                                           | -                                                                      | 46’                                                                    |
| 30-11-2012                                                             | Kampala                                                                | Kenya                                                                  | 3 – 1                                                                  | Etiopia                                                                | Coppa CECAFA 2012 - 1º turno                                           | -                                                                      | 83’                                                                    |
| 5-11-2017                                                              | Addis Abeba                                                            | Etiopia                                                                | 2 – 3                                                                  | Ruanda                                                                 | Qual. CHAN 2018                                                        | -                                                                      |                                                                        |
| 12-11-2017                                                             | Kigali                                                                 | Ruanda                                                                 | 0 – 0                                                                  | Etiopia                                                                | Qual. CHAN 2018                                                        | -                                                                      | 60’                                                                    |
| 22-10-2020                                                             | Addis Abeba                                                            | Etiopia                                                                | 2 – 3                                                                  | Zambia                                                                 | Amichevole                                                             | -                                                                      | 46’                                                                    |
| 6-11-2020                                                              | Addis Abeba                                                            | Etiopia                                                                | 2 – 2                                                                  | Sudan                                                                  | Amichevole                                                             | -                                                                      | 64’                                                                    |
| 13-11-2020                                                             | Niamey                                                                 | Niger                                                                  | 1 – 0                                                                  | Etiopia                                                                | Qual. Coppa d'Africa 2021                                              | -                                                                      | 66’                                                                    |
| 17-11-2020                                                             | Addis Abeba                                                            | Etiopia                                                                | 3 – 0                                                                  | Niger                                                                  | Qual. Coppa d'Africa 2021                                              | 1                                                                      | 79’                                                                    |
| 17-3-2021                                                              | Bahar Dar                                                              | Etiopia                                                                | 4 – 0                                                                  | Malawi                                                                 | Amichevole                                                             | 1                                                                      | 46’                                                                    |
| 24-3-2021                                                              | Bahar Dar                                                              | Etiopia                                                                | 4 – 0                                                                  | Madagascar                                                             | Qual. Coppa d'Africa 2021                                              | -                                                                      | 76’                                                                    |
| 30-3-2021                                                              | Abidjan                                                                | Costa d'Avorio                                                         | 3 – 1                                                                  | Etiopia                                                                | Qual. Coppa d'Africa 2021                                              | -                                                                      | 70’                                                                    |
| 26-8-2021                                                              | Bahar Dar                                                              | Etiopia                                                                | 0 – 0                                                                  | Sierra Leone                                                           | Amichevole                                                             | -                                                                      |                                                                        |
| 3-9-2021                                                               | Cape Coast                                                             | Ghana                                                                  | 1 – 0                                                                  | Etiopia                                                                | Qual. Mondiali 2022                                                    | -                                                                      | 46’                                                                    |
| 7-9-2021                                                               | Bahar Dar                                                              | Etiopia                                                                | 1 – 0                                                                  | Zimbabwe                                                               | Qual. Mondiali 2022                                                    | -                                                                      | 75’                                                                    |
| 9-10-2021                                                              | Bahar Dar                                                              | Etiopia                                                                | 1 – 3                                                                  | Sudafrica                                                              | Qual. Mondiali 2022                                                    | -                                                                      | 87’                                                                    |
| 12-10-2021                                                             | Johannesburg                                                           | Sudafrica                                                              | 1 – 0                                                                  | Etiopia                                                                | Qual. Mondiali 2022                                                    | -                                                                      | 78’                                                                    |
| 11-11-2021                                                             | Soweto                                                                 | Etiopia                                                                | 1 – 1                                                                  | Ghana                                                                  | Qual. Mondiali 2022                                                    | -                                                                      | 83’                                                                    |
| 30-12-2021                                                             | Limbé                                                                  | Etiopia                                                                | 3 – 2                                                                  | Sudan                                                                  | Amichevole                                                             | -                                                                      |                                                                        |
| 9-1-2022                                                               | Yaoundé                                                                | Etiopia                                                                | 0 – 1                                                                  | Capo Verde                                                             | Coppa d'Africa 2021 - 1º turno                                         | -                                                                      | 15’                                                                    |
| 13-1-2022                                                              | Yaoundé                                                                | Camerun                                                                | 4 – 1                                                                  | Etiopia                                                                | Coppa d'Africa 2021 - 1º turno                                         | -                                                                      | cap. 72’                                                               |
| Totale                                                                 |                                                                        | Presenze                                                               | 26                                                                     |                                                                        | Reti                                                                   | 3                                                                      |                                                                        |

## Palmarès

### Club

#### Competizioni nazionali
- Campionato etiope: 1

Ethiopian Coffee: 2010-2011